# 32057 Ethannovek
32057 Ethannovek este un asteroid din centura principală de asteroizi.

## Descriere
32057 Ethannovek este un asteroid din centura principală de asteroizi. A fost descoperit pe 7 mai 2000 la Socorro, New Mexico, în cadrul proiectului LINEAR. Asteroidul prezintă o orbită caracterizată de o semiaxă mare de 2,47 ua, o excentricitate de 0,12 și o înclinație de 1,7° în raport cu ecliptica.